# László Orbán (Boxer)
László Orbán (* 9. Dezember 1949 in Szekszárd; † 15. Juli 2009 in Budapest) war ein ungarischer Boxer. 
Orbán war Europameister 1969 im Federgewicht (-57 kg) und Bronzemedaillengewinner der Europameisterschaften 1971 im Leichtgewicht (-60 kg). Bei den Olympischen Spielen 1972 erreichte er nach Siegen über Mohamed Sourour, Marokko (5:0), Giambattista Capretti, Italien (4:1), Ivan Mikhailov, Bulgarien (4:1), Tai Ho Kim, Südkorea (4:1), und Alfonso Pérez, Kolumbien (3:2), das Finale. Dieses bestritt er gegen den amtierenden Europameister Jan Szczepański aus Polen, dem er mit 5:0 Richterstimmen unterlag.
Nach seiner Karriere wurde Orbán Trainer. Er starb 2009 an den Folgen eines Herzinfarkts.

## Quelle
- László Orbán in der Datenbank von Olympedia.org (englisch)
- amateur-boxing.strefa.pl

| Personendaten    | Personendaten     |
| ---------------- | ----------------- |
| NAME             | Orbán, László     |
| KURZBESCHREIBUNG | ungarischer Boxer |
| GEBURTSDATUM     | 9. Dezember 1949  |
| GEBURTSORT       | Szekszárd         |
| STERBEDATUM      | 15. Juli 2009     |
| STERBEORT        | Budapest          |